# Il mistero delle cinque scatole
Il mistero delle cinque scatole (titolo dell'edizione inglese Death in Five Boxes) è un romanzo poliziesco del 1938 di Carter Dickson, l'ottavo della serie di gialli che ha come protagonista Sir Henry Merrivale alias H.M. - detto il Vecchio - impegnato ancora una volta a risolvere un delitto bizzarro. Anche in questo romanzo H.M. ricopre l'incarico di direttore del Servizio segreto Militare britannico, con sede a Whitehall.

## Trama
John Sanders, giovane medico ed analista legale per conto del Ministero dell'Interno, uscito tardi dal lavoro viene fermato da una giovane donna, Marcia Blystone, che gli chiede di accompagnarla all'ultimo piano di un palazzo vicino, ove abita un certo Felix Haye, ricco agente di borsa. La ragazza è preoccupata per il padre, il dottor Blystone, che in serata si è recato a casa di Mr Haye, dopo aver fatto testamento ed aver portato con sé quattro orologi.
Entrati nel palazzo, Sanders e la ragazza salgono le scale al buio e prima trovano poggiato al muro un curioso ombrello, quindi al secondo piano si imbattono in Ferguson, impiegato della ditta di antichità egiziane di Mr Schumann, stranamente ancora al lavoro nel cuore della notte.
Giunti nell'appartamento del signor Haye, trovano quattro persone attorno a un tavolo: tre sono i suoi ospiti, il dottor Blystone, Bonita Sinclair e il signor Schumann, tutti privi di sensi per un avvelenamento da atropina nei loro cocktail. Il quarto è lo stesso Haye, pugnalato a morte con l'ombrello trovato da Sanders sulle scale!
Come sono stati drogati i cocktail, se i tre ospiti quando rinvengono giurano di non essersi persi di vista tutto il tempo? Se loro erano svenuti, è stata un'altra persona a uccidere Haye, o qualcuno di loro mente? Perché ciascuno di loro ha degli strani oggetti nelle tasche? E ancora, perché le cinque scatole che Haye aveva affidato ai propri avvocati affermando che contenevano prove contro dei criminali sono scomparse in quello che sembra essere un furto compiuto in contemporanea al delitto?
Abbastanza grattacapi per una normale intelligenza...ma non per quella del mitico H.M., il Vecchio, che come al solito porterà con sé la soluzione.

## Edizioni
- Carter Dickson, Il mistero delle cinque scatole, traduzione di Anna Maria Francavilla, collana Classici del Giallo n. 475, Arnoldo Mondadori Editore, 1985.